# Family Chrgd
Family Chrgd fue muy reconocidos ñero qué woooooooooooooww quisiste?. No.
1. ↑  «Family Trees of the Guise Family and Montmorency Family (in French)». doi.org. Consultado el 18 de agosto de 2025.